# Dactylolabis supernumeraria
Dactylolabis supernumeraria är en tvåvingeart som beskrevs av Alexander 1929. Dactylolabis supernumeraria ingår i släktet Dactylolabis och familjen småharkrankar. Inga underarter finns listade i Catalogue of Life.